# Decidiste dejarme
«Decidiste dejarme» es una canción interpretada por la banda mexicana Camila, incluida en su tercer álbum de estudio, Elypse, lanzado el 24 de marzo de 2014. Mario Domm, Mónica Vélez y Lauren Evans la compusieron, mientras que Mario Domm la produjo. Sony BMG Latin la lanzó como el primer sencillo oficial del álbum el 24 de enero de 2014 a través de la descarga digital en iTunes.

## Antecedentes y composición
| Es una canción enojada y furiosa, el sonido de la canción tiene un contraste muy marcado entre los coros y los versos, creo que es como una canción bipolar que pasa del agua al fuego —Mario Domm y Pablo Hurtado hablando sobre la canción en Track by track |

El 24 de marzo del año 2014 es lanzado a la venta a través de descarga digital. Y el 30 de abril del 2014 es lanzado el video oficial de la canción.

## Banda sonora
- Es la cortina musical de Camino al amor que utilizó en la telenovela argentina de Telefe
- Formó parte de la banda sonora de la telenovela chilena Pituca sin lucas del Canal Mega, durante su desarrollo entre el 2014 y 2015.

## Formato
| N.º | Título              | Duración |  |
| 1.  | «Decidiste dejarme» | 3:31     |  |

## Posicionamientos en listas
| País                 | Lista                        | Mejor posición |      |
| 2014                 | 2014                         | 2014           | 2014 |
| -------------------- | ---------------------------- | -------------- | ---- |
| Estados Unidos       | Hot Latin Songs              | 14             |      |
| Estados Unidos       | Latin Pop Songs              | 2              |      |
| México               | Mexico Airplay               | 1              |      |
| México               | Mexico Español Airplay       | 1              |      |
| México               | Top General (Monitor Latino) | 4              |      |
| México               | Top Pop (Monitor Latino)     | 2              |      |
| República Dominicana | Pop - Monitor Latino         | 3              |      |